# دونالد لاو
دونالد لاو (انگلیسی: Donald Love؛ زادهٔ ۲ دسامبر ۱۹۹۴) ورزشکار اهل بریتانیا است.
از باشگاه‌هایی که در آن بازی کرده‌است می‌توان به باشگاه فوتبال منچستر یونایتد و باشگاه فوتبال ویگان اتلتیک اشاره کرد.
وی همچنین در تیم‌های ملی فوتبال Scotland U17 Scotland U19 Scotland U21 بازی کرده است.